# Grundsjöbrännan
Grundsjöbrännan är en mindre by (bydel av Grundsjö) i Trehörningsjö socken i Örnsköldsviks kommun, Ångermanlands landskap  och Västernorrlands län. Av de boende kallas byn Bränna men dess namn i grannbyarna är Grundsjöbrännan, men som man kan se i Excerpt hos SOFI är även Bränna ett alternativ.

## Allmänt
Byn är belägen mellan Långviken och Grundsjön, med Hemling och Movattnet i väster, Långviksmon i söder och Trehörningsjö i nordöst. 
Byn ligger 57 kilometer från Örnsköldsvik och man når den genom att köra länsväg 352 till Björna och där väljer man att antingen fortsätta 352:an till Hemling för att ta av mot byn eller så tar man av och kör över Långviksmon.